# Lutaj
Lutaj (pinjin átírással Lutai) város a kínai Tiencsin tartományi jogú város északkeleti részén fekvő Ningho körzet része. A 19. század végén és a 20. század elején ez volt a Lutaj-csatorna, valamint a Kajping villamosvonal meghosszabbításának végpontja is. A város közúton 65 kilométernyire fekszik a Tiencsin Pinhaj nemzetközi repülőtértől, 85 kilométernyire Tiencsin városától, és 180 kilométernyire Peking belvárosától. 2011-ben 28 lakott terület és 37 falu tartozott a közigazgatási területhez.

## Fordítás
- Ez a szócikk részben vagy egészben  a   Lutai című angol Wikipédia-szócikk ezen változatának fordításán alapul.  Az eredeti cikk szerkesztőit annak laptörténete sorolja fel. Ez a jelzés csupán a megfogalmazás eredetét és a szerzői jogokat jelzi, nem szolgál a cikkben szereplő információk forrásmegjelöléseként.